# Гоблик Володимир Васильович
Володимир Васильович Гоблик (нар. 16 травня 1951, с. Тересва, Тячівський район, Закарпатська область, Українська РСР) — український науковець, доктор економічних наук, професор, заслужений економіст України. Фахівець у сфері транскордонного співробітництва, регіонального розвитку та кластеризації. Перший проректор Мукачівського державного університету, старший науковий співробітник Інституту регіональних досліджень ім. М. І. Долішнього НАН України.

## Освіта
У 1973 році закінчив Ужгородський державний університет за спеціальністю «Фізика». У 1979 році здобув другу вищу освіту за спеціальністю «Планування промисловості».

## Наукові ступені та звання
- Кандидат філософських наук (1989), Інститут соціології АН СРСР.
- Доктор економічних наук (2014), спеціальність 08.00.05 — розвиток продуктивних сил і регіональна економіка.
- Доцент (2011).
- Професор.

## Професійна діяльність
- З 2014 року — перший проректор Мукачівського державного університету.
- Старший науковий співробітник сектору проблем транскордонного співробітництва відділу розвитку територіальних громад і транскордонного співробітництва Інституту регіональних досліджень ім. М. І. Долішнього НАН України.

## Наукова діяльність
Автор понад 290 наукових публікацій у галузях транскордонного співробітництва, регіонального розвитку, кластеризації, розвитку туристичних кластерів, соціально-економічних трансформацій сільських територій. Досліджує питання децентралізації, інтеграційних процесів, зовнішньоекономічних зв’язків прикордонних регіонів.

### Основні публікації
- «Формування кластерів у рекреаційно-туристичному комплексі» (2009)
- «Спільні транскордонні регіони України та ЄС: зовнішньоекономічний аспект» (2012)
- «Формування транскордонних туристичних кластерів як пріоритетний напрям розвитку прикордонних регіонів України» (2015)
- «Соціально-економічні трансформації малих сільських поселень Закарпаття в умовах децентралізації» (2020)
- «Кластерні ініціативи регіонів в умовах інтеграційних процесів України» (2015)

## Нагороди та відзнаки
- Заслужений економіст України
- Орден «За заслуги» III ступеня

## Редакційна діяльність
Заступник головного редактора наукового журналу «Науковий вісник Мукачівського державного університету. Серія: Економіка».